# Nader Arasteh
Mirza Nader Arasteh (* 1893) war ein persischer Botschafter.

## Leben
Nader-Mirza Arasteh war der Sohn von Malek Zadeh Khanoum Molk-Ara und Badi Zaman Mirza Molk-Ara, Mohtashem Hozour. Der Familienname "Molk-Ara" wurde unter Reza Schah Pahlavi in Arasteh geändert. Nader Arasteh heiratete Ashraf Saltaneh Meftah und studierte in Teheran und Leningrad. Er war Generalkonsul in der Sowjetunion. Im Iranischen Außenministerium leitete er die Abteilung Politik. Von 1925 bis 1927 war er in London als Botschaftsrat akkreditiert und als Geschäftsträger tätig. Er war Mitglied einer türkisch-iranischen Grenzkommission, Stellvertreter des Gouverneurs von Aserbaidschan und Generalgouverneur von Chuzestan. Vor 1937 war er Gesandter in Polen, Argentinien und war bei allen Regierungen von Süd- und Zentralamerika akkreditiert. Von 4. November 1937 bis 11. Juli 1939 war er als Botschafter in Berlin akkreditiert. Ab 1939 war er Generalgouverneur in Nordiran. In der Iranischen Regierung besetzte er wiederholt verschiedene Ministerposten.
Am 21. Mai 1952 war Nader Arasteh Botschafter in Moskau und erhielt von Andrei Januarjewitsch Wyschinski eine Protestnote, gegen US-Waffenhilfe für die Regierung Mohammad Mossadegh. Basierend auf einem Freundschaftsvertrag vom 26. Februar 1921 versuchte Josef Stalin den Umfang der US-Militärpräsenz im Iran beschränken.
1963 wurde die sowjetisch-iranische Kulturgesellschaft in Moskau gegründet in deren Vorstand Nader Arasteh saß.